# Enric Montefeltro
Enric Montefeltro va ser fill de Frederic I Montefeltro. El 1352 va ser nomenat governador i conservador de Cagli (de fet senyor junt amb el seu germà Feltrino Montefeltro) però la senyoria li va ser arrabassada el 1354 pel cardenal Albornoz.
Es va casar amb Armellina Ordelaffi, filla de Pino (Teodoric) Ordelaffi, de la família de senyors de Forli.